# Zatavua ankaranae
Zatavua ankaranae is een spinnensoort uit de familie trilspinnen (Pholcidae). De soort komt voor in Madagaskar.